# Geir Holte
Geir Holte (Drammen, 3 ottobre 1959) è un ex fondista norvegese.
È fratello di Tor Håkon, a sua volta fondista di alto livello.

## Biografia
In Coppa del Mondo ottenne il primo risultato di rilievo il 20 febbraio 1983 a Kavgolovo (11°) e come miglior piazzamento un quarto posto.
In carriera prese parte a un'edizione dei Giochi olimpici invernali, Sarajevo 1984 (20° nella 15 km), e a una dei Campionati mondiali,  Seefeld in Tirol 1985 (18° nella 30 km il miglior risultato).

## Palmarès

### Coppa del Mondo
- Miglior piazzamento in classifica generale: 10º nel 1985